# São Pedro de Solis
São Pedro de Solis era una freguesia portuguesa del municipio de Mértola, distrito de Beja.

## Historia
Fue suprimida el 28 de enero de 2013, en aplicación de una resolución de la Asamblea de la República portuguesa promulgada el 16 de enero de 2013 al unirse con las freguesias de São Miguel do Pinheiro y São Sebastião dos Carros, formando la nueva freguesia de São Miguel do Pinheiro, São Pedro de Solis e São Sebastião dos Carros.